# Этунгу, Симон Нко’о
Симон Нко’о Этунгу (фр. Simon Nko'o Etoungou; 14 февраля 1932, Мейомессала, департамент Джа и Лобо, Французский Камерун — 12 августа 2002, Мейомессала, Камерун) — камерунский дипломат и государственный деятель, министр иностранных дел Камеруна (1965—1966 и 1968—1970).

## Биография
Получил среднее и высшее образование, а также дипломатическую подготовку во Франции.
После получения образования поступил на дипломатическую работу:
- 1960—1961 гг. — советник посольства,
- 1961—1964 гг. — посол в Тунисе,
- июль-ноябрь 1964 г. — посол в Алжире,
- 1964—1965 гг. — посол в СССР.

Занимал посты в правительстве страны:
- 1965—1966 и 1968—1970 гг. — министр иностранных дел,
- 1966—1968 гг. — министр финансов Камеруна.

Затем вновь на дипломатической службе:
- 1971—1979 гг. — посол в Бельгии, Нидерландах и Люксембурге, постоянный представитель  при Европейском экономическом сообществе,
- 1985—1988 гг. — посол в Алжире.

В 1988 г. был назначен послом во Франции. 